# Rudolf – Sissi egyetlen fia
A Rudolf – Sissi egyetlen fia (eredeti címe Kronprinz Rudolf) egy 2006-ban, osztrák–német–olasz koprodukcióban készült történelmi dráma, Robert Dornhelm rendezésével. A film Rudolf főherceg, osztrák–magyar trónörökös életének utolsó tíz évét mutatja be. A főszerepekben Max von Thun, Vittoria Puccini, Klaus Maria Brandauer és Omar Sharif játszik.

## Szereplők
| Szereplő                                                                 | Színész                | Magyar hang      |
| ------------------------------------------------------------------------ | ---------------------- | ---------------- |
| Rudolf főherceg, trónörökös                                              | Max von Thun           | Hujber Ferenc    |
| Maria von Vetsera                                                        | Vittoria Puccini       | Ruttkay Laura    |
| I. Ferenc József                                                         | Klaus Maria Brandauer  | Helyey László    |
| Erzsébet császárné                                                       | Sandra Ceccarelli      | Györgyi Anna     |
| János Szalvátor főherceg                                                 | Fritz Karl             |                  |
| Hans Canon festőművész                                                   | Omar Sharif            | Gruber Hugó      |
| Mizzi Kaspar prostituált                                                 | Birgit Minichmayr      |                  |
| Moriz Szeps újságíró, kiadó                                              | Joachim Król           | Csuha Lajos      |
| Stefánia belga királyi hercegnő                                          | Daniela Golpashin      | Zsigmond Tamara  |
| Eduard Taaffe miniszterelnök                                             | Christian Clavier      | Galkó Balázs     |
| II. Vilmos német császár                                                 | Robert Stadlober       | Fesztbaum Béla   |
| Josef Bratfisch, Rudolf főherceg kocsisa                                 | Wolfgang Böck          |                  |
| Loschek                                                                  | Nikolaus Paryla        |                  |
| Bombelles gróf                                                           | Karl Markovics         | Breyer Zoltán †  |
| Friedrich zu Schwarzenberg bíboros, Salzburg és Prága érseke             | Wolfgang Hübsch        | Cs. Németh Lajos |
| Franz von Krauß, Bécs rendőrfőnöke                                       | Heribert Sasse         | Uri István       |
| II. Lipót belga király, Stefánia hercegnő apja                           | Lothar Michael Proksch |                  |
| Erzsébet Mária főhercegnő, Rudolf trónörökös és Stefánia hercegnő leánya | Lea Rometsch           |                  |
| Helene von Vetsera, Maria Vetsera anyja                                  | Alexandra Vandernoot   | Makay Andrea     |
| Georg Heinrich von Schönerer, osztrák nacionalista politikus             | Georges Kern           |                  |
| Georges Clemenceau francia miniszterelnök                                | Michael König          |                  |